# Peterborough (Royaume-Uni)
Pour les articles homonymes, voir Peterborough.
Peterborough (prononcé ˈpiː.tə.brə) est une ville qui a le statut de cité et d'autorité unitaire située dans l'est de l'Angleterre. Sa population s'élevait à 215 700 habitants en 2021. Elle fut d'abord un simple village, avec en son centre un monastère. Puis elle se transforma en ville encerclant une cathédrale, avant de devenir une « cité ».

## Géographie
La ville est arrosée par la rivière Nene, qui se jette dans la mer du Nord (à quelque 48 km) au nord-est. L'hôtel de ville est situé à 118 km au nord du centre de Londres, à Charing Cross. La topographie locale est notoirement plate et de faible altitude, et peut-être à certains endroits située au-dessous du niveau de la mer. La zone connue sous le nom de the Fens tombe à l'est de Peterborough. 
La ville de Peterborough inclut le territoire isolé de RAF Wittering, comme celui de la unitary authority borders de Northamptonshire et de Rutland à l'ouest, Lincolnshire au nord, et Cambridgeshire au sud et à l'est.

## Histoire
Les Romains s'y installent en 43 av. J.-C. en créant le fort Durobrivae, celui-ci se muant avec le temps en ville.
Le nom originel de Peterborough, qui a été Medeshamstede, prouve qu'elle fut un village saxon avant 655, lorsqu'un moine, prénommé Saxulf, fonda un moutier sur la terre que Penda, le roi de Mercie, lui alloua pour le construire.
C'est près de Peterborough que fut découvert en 1886 le premier fossile de Leedsichthys, considéré comme le plus gros poisson ayant jamais existé.

## Démographie
Elle est peuplée de 215 700 habitants.
| Année | Nombre d'habitants |
| ----- | ------------------ |
| 1901  | 30 872             |
| 1911  | 33 574             |
| 1921  | 35 532             |
| 1931  | 43 551             |
| 1939  | 49 248             |
| 1951  | 53 417             |
| 1961  | 62 340             |
| 1971  | 69 556             |
| 1981  | 131 696            |
| 1991  | 155 050            |
| 2001  | 156 060            |
| 2011  | 183 600            |
| 2021  | 215 700            |

## Sport
Le Peterborough United, connu sous le surnom de The Posh, est depuis 1934 la principale équipe locale de football. Le terrain utilisé est le London Road situé sur la rive sud de la rivière Nene. D'autres clubs, comme le Peterborough Northern Star et le Peterborough Sports évolue en Non-League football.
La ville possède une équipe de hockey sur glace, le Peterborough Phantoms, qui évolue en National League, (D2 anglaise).

## Centres d'intérêt
- Burghley House
- La cathédrale de Peterborough
- La tour de Longthorpe
- Flag Fen

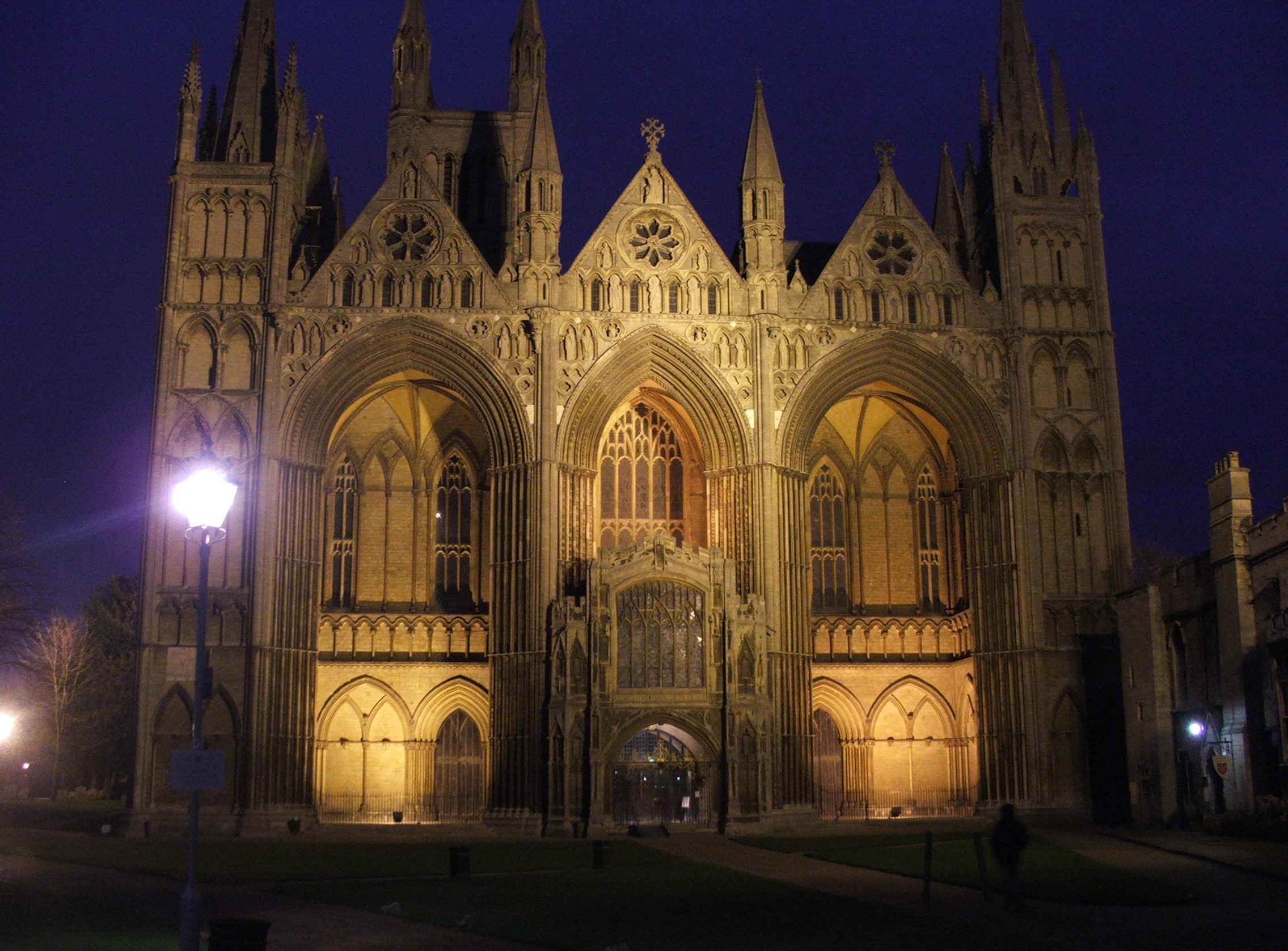
La cathédrale de Peterborough.

- Le chemin de fer de la vallée de la rivière Nene
- Stilton
- Prison de Peterborough

## Personnalités
- Andy Bell, chanteur du groupe Erasure[3] ;
- Graham 'Gizz' Butt, qui jouait de la guitare en concert avec The Prodigy ;
- Sarah Cawood, présentatrice de télévision qui grandit à Maxey[4] ;
- Adrian Durham, journaliste sportif[5] ;
- Brian J. Ford, biologiste et vulgarisateur scientifique, qui fut scolarisé au King's School et vit encore à Eastrea, près de Whittlesey[6] ;
- Barrie Forgie, leader du BBC Big Band[7] ;
- Don Lusher OBE, joueur de trombone et ancien professeur du Royal College of Music ainsi que de l'école de musique des Royal Marines[8] ;
- Dennis Malcolm Reader (1927-1995) est un auteur de bande dessinée britannique.
- Aston Merrygold, chanteur principal de The X Factor (Series 5)[9] ;
- Paul Nicholas, acteur et chanteur[10] ;
- Keith Palmer, mieux connu en tant que Maxim Reality, MC avec The Prodigy[11] ;
- Luke Pasqualino, un des acteurs principaux de la série anglaise "Skins" incarnant Freddie McClair ;
- Nigel Sixsmith, keytar musicien fondateur du groupe The Art Of Sound[12] ;
- Ed Stafford, le premier homme à avoir descendu à pied l'Amazone de sa source à son embouchure ;
- Phyllis Stedman, femme politique britannique ;
- Julian Joachim, footballeur ;
- Jodie Turner-Smith, actrice et mannequin ;
- Jake Jarman, gymnaste et médaillé olympique

## Jumelages
La ville de Peterborough est jumelée avec :
- Bourges (France) depuis 1957 ;
- Viersen (Allemagne) depuis 1982 ;
- Alcalá de Henares (Espagne) depuis 1986 ;
- Forlì (Italie) depuis 1981 ;
- Vinnytsia (Ukraine).

La ville entretient des liens d'amitiés forts avec : 
- Ballarat (Australie) ;
- Foggia (Italie) ;
- Kwekwe (Zimbabwe) ;
- Pécs (Hongrie) ;
- Peterborough (Canada) ;
- Peterborough (Australie) ;
- Peterborough (États-Unis).